# Supercup (sportvagnsracing)
Ej att förväxla med Porsche Supercup.
Supercup var ett västtyskt sportvagnsmästerskap som kördes mellan 1986 och 1989. Serien arrangerades av ADAC som ersättare till Deutsche Rennsport Meisterschaft.
Supercup var ett nationellt mästerskap som kördes med likadana Grupp C sportvagnsprototyper som i sportvagns-VM. Mästerskapet var öppet för både fullstora C1 och den mindre C2-klassen. Tävlingar hölls på de största västtyska banorna, som Nürburgring, Hockenheimring och Norisring.
Serien lades ned efter 1989 på grund av minskat deltagande från de stora stallen, som koncentrerade sig på världsmästerskapet.

## Mästare
| Säsong | Förare               | Stall        |
| ------ | -------------------- | ------------ |
| 1986   | Hans-Joachim Stuck   | Joest Racing |
| 1987   | Hans-Joachim Stuck   | Porsche AG   |
| 1988   | Jean-Louis Schlesser | Joest Racing |
| 1989   | Bob Wollek           | Joest Racing |